# Abbás I de Egipto
ʽAbbās I Hilmi (en árabe: عباس الأول) (Yidda, 1 de julio de 1813 – Banha, 13 de julio de 1854) fue el valí de Egipto entre los años 1848 y 1854 a cargo del Imperio otomano. Era hijo de Tusun Pachá, y nieto de Mehmet Alí, fundador del Egipto moderno.
En su juventud, luchó en Siria bajo el mando de Ibrahim Pasha, su tío (o supuesto tío). Gracias a los británicos, sucedió a Ibrahim en noviembre de 1848, convirtiéndose en gobernador de Egipto. Feroz oponente de las reformas modernizadoras de sus predecesores, expulsó a los consejeros europeos, eliminó los monopolios comerciales, cerró fábricas, escuelas, y rearmó al ejército egipcio, una tropa de 9000 hombres. En general, se le considera como un hombre opaco, reaccionario y taciturno, que casi nunca salía de su palacio.
Wilhelm Griesinger fue su médico durante su estancia en Egipto en 1850.
Su mandato fue de consolidación, y muchas de las reformas al estilo occidental, iniciadas por su abuelo (Mehmet Alí), fueron paradas o descuidadas. Aunque solía desconfiar de los extranjeros, permitió a los británicos construir una vía férrea entre Alejandría y El Cairo en 1851.
Abbás I ayudó en sus disputas a los jefes otomanos, y les envió tropas para luchar en la Guerra de Crimea (1853). 
Fue asesinado por dos de sus sirvientes en su palacio de Banhā. Le sucedió su tío Mehmet Said Pachá.
| Predecesor: Ibrahim Bajá | Valí de Egipto y de Sudán 1848-1854 | Sucesor: Mehmet Said |

- Datos: Q305882
- Multimedia: Abbas I of Egypt / Q305882